# Ottoville
Ottoville és una població dels Estats Units a l'estat d'Ohio. Segons el cens del 2000 tenia 873 habitants.

## Demografia
Segons el cens del 2000, Ottoville tenia 873 habitants, 348 habitatges, i 244 famílies. La densitat de població era de 481,5 habitants per km².
Dels 348 habitatges en un 33,6% hi vivien nens de menys de 18 anys, en un 60,6% hi vivien parelles casades, en un 6,6% dones solteres, i en un 29,6% no eren unitats familiars. En el 28,2% dels habitatges hi vivien persones soles el 14,4% de les quals corresponia a persones de 65 anys o més que vivien soles. El nombre mitjà de persones vivint en cada habitatge era de 2,51 i el nombre mitjà de persones que vivien en cada família era de 3,09.
Per edats la població es repartia de la següent manera: un 28,4% tenia menys de 18 anys, un 6,6% entre 18 i 24, un 29,6% entre 25 i 44, un 19,7% de 45 a 60 i un 15,7% 65 anys o més.
L'edat mediana era de 37 anys. Per cada 100 dones de 18 o més anys hi havia 90,5 homes.
La renda mediana per habitatge era de 44.875 $ i la renda mediana per família de 55.104 $. Els homes tenien una renda mediana de 37.589 $ mentre que les dones 21.944 $. La renda per capita de la població era de 19.909 $. Aproximadament el 2,5% de les famílies i el 2,1% de la població estaven per davall del llindar de pobresa.

## Poblacions més properes
El següent diagrama mostra les poblacions més properes.